# Ezequiel Muñoz
Ezequiel Matías Muñoz (* 8. Oktober 1990) ist ein argentinischer Fußballspieler.

## Karriere

### Vereinskarriere
Muñoz debütierte im Alter von 18 Jahren für die Boca Juniors bei einer 0:1-Niederlage gegen Estudiantes de La Plata. Anschließend erlitt er einen Kreuzbandriss, was seine Karriere verlangsamte. Sein Comeback feierte er bei einem 2:2 gegen Argentinos Juniors.
Im August 2010 gab der US Palermo bekannt, dass sie Muñoz für rund fünf Millionen Euro verpflichtet haben. Muñoz unterschrieb dabei einen Fünfjahresvertrag. Sein erstes Spiel bestritt er in der Euro-League gegen NK Maribor. Muñoz spielte bis zum Jahr 2015 für palermo, ehe er an Sampdoria Genua verliehen wurde. Nach lediglich vier Spielen wurde er jedoch nicht verpflichtet. Stattdessen transferierte Palermo ihn an Sampdorias Stadtrivalen CFC Genua. Für diesen lief Muñoz zwei jahre auf und kam auf 49 Ligaeinsätze. Im Sommer 2017 wechselte er zu CD Leganés.
2019 folgte der Wechsel zu CA Lanús und 2020 zu CA Independiente. Seit Januar 2022 steht er unter Vertrag bei Estudiantes de La Plata.

### Nationalmannschaft
Diego Maradona berief ihn in die argentinische Nationalmannschaft für ein Freundschaftsspiel gegen Panama. Er musste jedoch wegen seiner Verletzung aussetzen.

## Erfolge
- Italienischer Zweitligameister: 2013/14